# Амур (хоккейный клуб)
«Аму́р» — российский хоккейный клуб из Хабаровска, выступающий в Континентальной хоккейной лиге. Основан в 1957 году. С 1966 года играет на уровне команд мастеров.

## Названия
- 1957—1966 — «Залп»
- 1966—1996 — СКА
- 1996—1998 — СКА-«Амур»
- с 1998 — «Амур»

## История

### Основание команды СКА и выступления во времена СССР

#### До образования клуба
В пятидесятые годы в Хабаровске начинают создаваться команды для игры в хоккей с шайбой. Первые дружины были собраны при педагогическом институте, при спортобществе «Динамо» и Окружном Доме офицеров. Встречались они в матчах на первенство города. Армейцы играли также на первенство ДВО.

#### 1966—1990 года
В 1966 году Спорткомитет РСФСР принимает решение о создании на Дальнем Востоке зоны чемпионата страны по хоккею с шайбой по классу «Б». В этой зоне выступили пять команд: армейцы Хабаровска, «Водник» (Ванино), «Океан» Владивосток, а также команды Магадана и Благовещенска. В следующем сезоне число команд Дальневосточной зоны увеличилось до восьми. Хабаровчане становятся победителями этого турнира, как и в первый год выступления. Они выиграли 27 встреч из 28, а один матч закончили вничью (55 очков). Игроки СКА забросили 202 шайбы, пропустив 78. Третьим по результативности в команде стал защитник Геннадий Цыганков — 16 очков (15+1). Он отличался очень сильным и точным щелчком. Команда вновь попробовала свои силы в полуфинальных матчах в Тюмени за звание чемпионов РСФСР и путёвку в класс «А», но вновь неудачно. Команда набрала лишь 3 очка (5 игр, 1 победа, 1 ничья и 3 поражения), разница шайб 12-9. В итоге 5 место при шести участниках. В зональном турнире класса «Б» 1968/69 армейцы Хабаровска заняли 1 место. Из 28-ми матчей они выиграли 25, два завершили вничью и лишь в одном проиграли (52 очка). Команда удачно провела полуфинальный этап в Уфе, где также финишировала первой. Завоевав в финале 2-е место, хабаровчане получили право выступать в следующем сезоне в классе «А».
Опередив «Металлург» (Серов) и «Строитель» (Нижний Таги)), армейцы заняли 10-е место из 12-ти, и закрепились в классе «А». В следующем сезоне СКА занял 5 место. Через год — 4, набрав 67 очков. В сезоне 1972/73 восемь игроков команды включаются в состав сборной РСФСР, составленной также из игроков новосибирской «Сибири» и «Металлурга» (Новокузнецк). Сборная РСФСР провела в Японии 4 товарищеских матча, и во всех победила. В чемпионате страны армейцы заняли 3 место, набрав 58 очков. В сезоне 1973/74. команду покидают восемь игроков, проходит новое комплектование. Команда занимает 7 место. В следующем сезоне чемпионата СССР среди команд второй лиги Восточной зоны класса «А» клуб занимает 7 место. Через год — 10 место (41 очко, 52 матча), а в сезоне 1976/77 пришедшие молодые хоккеисты не удержались в классе «А». СКА занимает последнее, 14 место, набрав 31 очко (52 матча).
Следующий чемпионат страны хабаровчане начали среди команд пятой зоны класса «Б», где боролись за возвращение в класс «А». Армейцы заняли 2-е место. Через год хоккеисты команды стали победителями зоны среди команд класса «Б», и завоевали право участвовать в финальной пульке лучших команд класса «Б». Однако армейцы неудачно выступили в переходном турнире, заняв лишь 5-е место из 6-ти. Но решением Спорткомитета РСФСР, в целях популяризации хоккея на Дальнем Востоке, хабаровчанам было предоставлено право в следующем сезоне выступать в турнире более высокого ранга — в чемпионате СССР среди команд второй лиги, класс «А».
В сезоне 1979/80 в составе СКА играла большая группа новичков. Армейцы заняли 7-е место из 12-ти, набрав 38 очков. В следующем году команда заняла 12-е место, а через год, в период подготовки к сезону команда осталась без льда (во Дворце спорта проходил ремонт холодильной установки). Из-за отсутствия должной ледовой подготовки армейцы выступили слабо и заняли последнее место. Команда вынуждена была в переходном турнире слабейших команд второй лиги доказывать своё право на выступлении во второй лиге, что она и сделала, заняв 1-е место. В сезоне 1982/83 под руководством Василия Позднякова команда заняла 8-е место, ещё через год — 6-е место, в 1984/85 — 7-е место, в 1985/86 — 4-е место.
41-й чемпионат страны был проведён по новой формуле, турнир проводился в три этапа. На первом этапе армейцы выступали в 4-й зоне и первый этап закончили на 3 месте. На втором этапе чемпионата хабаровчане вновь заняли третью строчку таблицы. На третьем этапе армейцы занимают 5-е место в своей подгруппе, что соответствует итоговому 19-му месту из 33-х. Команда получила право в будущем сезоне участвовать в розыгрыше Кубка СССР.
В сезоне 1987/88г. 35 команд второй лиги образовали четыре региональные группы. СКА Хабаровск играл в 4-й группе и занял там 1-е место. На втором этапе хабаровчане вошли в восточную, где заняли в итоге 3-е место. По итогам переходного турнира команды «Металлург» (Новокузнецк) и «Металлург» (Челябинск) сохранили за собой право в сезоне 1988—1989 г.г. выступать в первой лиге. В следующем году в зональном турнире СКА занимает первое место и вновь выступает в переходном турнире за путёвку в первую лигу. На следующем этапе команда занимает 3-е место, пропустив вперёд только команды первой лиги — металлургов Новокузнецка и Челябинска. В связи с реорганизацией и увеличением числа участников чемпионата страны в первой лиге, СКА получает путёвку в первую лигу. В следующем году чемпионат проводился в два этапа. На первом этапе СКА играет в Восточной зоне. Армейцы на первом этапе финишируют шестыми. Второй этап чемпионата армейцы провели в матчах против команд Западной зоны, в итоге было набрано 60 очков, занято 10-е место. В сезоне 1989/90 команда стала чемпионом Вооружённых Сил СССР. Это звание она завоевала в турнире, который состоялся в г. Калинине в августе 1989 г. В январе 1990 г. армейцы совершили визит на Аляску, где сыграли 5 товарищеских матчей с местным клубом «Alaska Gold Kings». Серия завершилась победой дальневосточников 3-2. С 27 января по 1 февраля 1990 г. в Хабаровске состоялся международный турнир по хоккею. В нём приняли участие команды США («Alaska Gold Kings»), сборные КНР, Японии, команда хозяев. Армейцы выиграв все матчи, уверенно заняли первое место, второй была сборная Японии, третьими американцы. Во время церемонии закрытия турнира президент спортивного комитета США «Народы-народам» Леонардо Милтон от имени президента США Джордж Буш вручил почётные свидетельства организаторам турнира и игрокам команды СКА. В адрес участников международного турнира и жителей Хабаровска поступили приветственные телеграммы от президента США Джорджа Буша и президента СССР Михаила Горбачёва. В следующем году хабаровчане отстояли титул чемпиона Вооружённых Сил СССР.

### Выступление в чемпионатах России и смена названия
После распада СССР армейцы Хабаровска оказались участниками открытого первенства России. Они довольно легко выиграли турнир в зоне «Сибирь — Дальний Восток». Однако на втором этапе плей-офф проиграли армейцам Самары, заняли в итоге 4-е место, отказавшись от матча за третье место с командой «Кристалл» Электросталь. В сезоне 1993/94 республиканская федерация приняла решение о создании элитной лиги из 14 команд. Костяк его составили участники плей-офф открытого чемпионата России, в том числе и СКА. Армейцы довольно успешно провели сезон и заняли второе место. Руководство команды пыталось войти в состав МХЛ, отправив все необходимые документы для перехода. Однако, кроме хабаровчан претендовали ещё четыре клуба и судьба расширения МХЛ решалась простым голосованием. Совет МХЛ принял решение о расширении лиги до 28 команд. Но среди четырёх новичков, вопреки спортивному принципу, хабаровский СКА вновь отсутствовал. В следующем году чемпионат России армейцы провели довольно уверенно, но оступились в 1/4 финала плей-офф, проиграв челябинскому «Мечелу». Сезон 1995/96 стал переломным. Получив значительную финансовую поддержку от Артели старателей «Амур», команда выиграла соревнования в своей зоне и в финальной части чемпионата завоевали первое место, став чемпионами России. Почти все руководители клубов РХЛ воспротивились выступлению хабаровского клуба в элите российского хоккея. Активное участие в решении этого вопроса принял глава администрации Хабаровского края Виктора Ивановича Ишаева. Было принято решение о включении хоккейного клуба СКА (Хабаровск) в состав РХЛ.
Выступление в Суперлиге, Высшей Лиге, возвращение в элиту и проблемы со спонсорами
Сезон 1996/97 команда Хабаровска начала с новым именем СКА-«Амур». По итогам сезона команда заняла 11-е место, отстав на одно очко от команды «Сибирь».
В сезоне 1997/98 у клуба появился фарм-клуб. После 15 матчей команда находилась на 10-м месте и на грани вылета в переходной турнир. 18 ноября 1997 г. президент клуба Виктор Лопатюк освободил от обязанностей главного тренера команды Александра Блинова и назначил на эту должность Валентина Егорова. В итоге, по результатам первого этапа, только одно очко отделило СКА-«Амур», занявший спасительное 10-е место, от новокузнецкого «Металлурга», попавшего в переходной турнир. На втором этапе команда значительно прибавила — начав с 20-го, в итоге заняла 13-е место. В том сезоне команда впервые приняла участие в кубке России, где провела в 1/16 финала три матча и проиграла тольяттинской «Ладе» как дома, так и на выезде.
В новом сезоне «Артель старателей „Амур“» вкладывала всё большее средств в развитие хоккея в крае. Была произведена полная реконструкция старого Дворца спорта. С того сезона команда носит название «Амур». Стартовал «Амур» невыразительно. В результате главный тренер Валентин Егоров был освобождён от занимаемой должности, и на его место был назначен Владимир Мариничев. С новым тренером команда заняла 10-е место в первом круге и вышла в плей-офф, где в 1/8 встретилась с одним из лидеров чемпионата «Ак Барсом» и уступила ему дважды на выезде и один раз дома. В сезоне 1999/2000. в команду влилась большая группа хоккеистов из ХК «Липецк». В клубе появился первый легионер — канадский нападающий Шон Тайлер. Позднее появился голкипер Стив Плуфф. Сезон «Амур» начал очень удачно, войдя в группу лидеров. Затем наступил спад в игре, но главную задачу — сохранение места в элите — команда выполнила. На втором этапе «Амур» едва не стал автором одной из сенсаций, когда в первом раунде «плей-офф» на равных сыграл с омским «Авангардом». Один из лидеров суперлиги лишь в 5-м матче склонил чашу весов в свою пользу.
Сезон 2000/01 начинается с новым тренером Сергеем Борисовым и значительно обновлённым составом команды — прибыл целый десант москвичей. Но после первой же официальной игры президент клуба Виктор Лопатюк отправил Борисова в отставку. Вместе с ним команду покинули практически все москвичи. В срочном порядке тренером стал Владимир Мариничев, который, в итоге, справился с поставленной задачей сохранения места команды в высшем эшелоне. Чемпионат команда закончила с наивысшим для себя достижением — 9-е место в Суперлиге. Через год новым тренером стал Михаил Варнаков, в прошлом известный игрок горьковского «Торпедо», приехавший со своим помощником Александром Скворцовым. За короткое время ему удалось создать сплочённый дружный коллектив. Этот фактор стал одним из ключевых в достижении хорошего результата — «Амур» вновь в десятке лучших команд страны. Команда неплохо действовала на своём поле, а по проценту набранных очков на выезде показала лучший результат за всю историю. Сезон 2002/03 «Амур» начал с новым главным тренером Андреем Пятановым и в значительно обновлённом составе. Команда укрепилась опытными игроками, один из них — Сергей Кривокрасов, игравший в Национальной хоккейной лиге. Под руководством Андрея Пятанова «Амур» на финише первого этапа находился на 11-м месте. Второй этап команда прошла без явных срывов и завершила сезон на 11-м месте. В следующем году у «Артели старателей „Амур“» начались проблемы, которые сказались на команде. «Амур» вылетел из суперлиги. Ещё через год «Артель» перестала быть спонсором команды.
В сезоне 2005/06 у клуба сменился генеральный спонсор, им стала компания «Русский уголь». Президентом клуба стал её руководитель Александр Шишкин. Новым главным тренером был назначен экс-тренер новокузнецкого «Металлурга» Андрей Сидоренко, работавший до этого со сборной Польши. Одним из его помощников становится Александр Блинов. «Амур» стартовал неудачно, но к промежуточному финишу пришёл третьим, а по окончании «регулярки» занял второе место. В серии плей-офф «Амур» дошёл до полуфинала, где боролся за третье место с пензенским «Дизелистом». Выиграв, «Амур» стал бронзовым призёром первенства России в Высшей лиге и вернулся обратно в элиту. Однако стартовала команда довольно слабо, произошла отставка главного тренера Андрея Сидоренко, на смену ему пришёл Владимир Мариничев. Под его руководством команда постепенно улучшает своё турнирное положение, но занимает лишь 18-е место. Несоответствие ряда клубов суперлиги требованиям регламента оставило шанс на сохранения места в суперлиге.
Тренером остался Владимир Мариничев. На старте «Амур» обыграл «Ак Барс», «Динамо» (Москва), ХК МВД, и занял место в середине таблицы. Но затем последовал серьёзный спад — десять поражений подряд — и команда опустилась на 20-е место. В канун Нового года произошла очередная смена главного тренера — пришёл Анатолий Емелин. Команда вышла в плеё-офф, где в 1/16 финала проиграла «Салавату Юлаеву» 1-3.

### ХК «Амур» в чемпионатах КХЛ

#### Первые 3 сезона
В чемпионатах Континентальной хоккейной лиги ХК «Амур» принимает участие с сезона 2008/09.
Первые два сезона перед командой ставилась задача попадания в стадию плей-офф, однако команда поставленные задачи не выполнила. Соответственно в первом сезоне команда заняла 20 место из 24 команд, во втором сезоне 21 место среди 24 команд.
В сезоне 2010/11 команда стартовала неудачно. В домашней серии игр, состоявшей из пяти матчей, команда смогла положить себе в актив всего лишь три очка (4 поражения, одно из которых по буллитам, и 1 победа в овертайме). 18 сентября 2010 года подал в отставку Александр Блинов, и исполняющим обязанности главного тренера был назначен Юрий Качалов.
21 сентября 2010 года у команды появился новый главный тренер — руководство клуба заключило контракт с Сергеем Светловым. Перед новым главным тренером, так же как и перед его предшественником, была поставлена задача — выход команды в стадию плей-офф. 28 декабря 2010 года руководство клуба приняло решение отправить Светлова и его помощника Нестерова в отставку, а исполняющим обязанности вновь назначить Блинова.

#### Йортикка в качестве главного тренера
21 апреля 2011 года у команды вновь сменился главный тренер, им стал финский специалист Ханну Йортикка, ранее являвшийся главным тренером молодёжной сборной Финляндии и главным тренером финского клуба «Йокерит». Перед главным тренером была поставлена задача не только вывести команду в плей-офф, но и пройти первый раунд серии игр на выбывание.
В межсезонье-2011, руководство клуба и тренерский штаб провели достаточно хорошую селекцию. «Амур» подписал контракты с такими игроками, как: словацкий вратарь Ян Лашак, двукратный обладатель Кубка Гагарина в составе «Ак Барса» Андрей Мухачёв, атакующий защитник из Финляндии Микко Мяенпяя, чешские нападающие Якуб Петружалек и Петр Врана. Также усилили состав команды Дмитрий Тарасов, Виктор Александров и Андрей Степанов. Но самым громким трансферным пополнением «Амура», стал переход в команду чешского нападающего, лучшего игрока чемпионата Чехии сезона 2010/11 — Мартина Ружички.
19 февраля 2012 после победы на магнитогорским «Металлургом» команда впервые в истории КХЛ оформила выход в плей-офф за 3 тура до окончания регулярного чемпионата.
20 февраля 2012 было объявлено о подписании нового двухлетнего контракта с Ханну Йортиккой.
В матчах плей-офф «Амур» не смог одержать ни одной победы и по итогам серии до 4 побед уступил омскому «Авангарду» со счётом 0:4 (2:4; 3:4; 2:4; 1:3).
13 марта 2012 стало известно об отзаявлении финского защитника Микко Мяенпя
14, 15 и 17 мая были подписаны двухлетние контракты с Александром Логиновым, Якубом Петружалеком и Дмитрием Тарасовым соответственно. 20 мая однолетний контракт с командой подписал словацкий голкипер Ян Лашак. 22 мая однолетний контракт с командой подписал Александр Юньков, уже выступавший за Амур в сезонах 2008—2009 и 2009—2010. 26 мая двухлетний контракт с командой подписал лучший новичок КХЛ Дмитрий Лугин. Также команду усилили такие игроки как финские нападающие Юха-Пекка Хютёнен и Мика Пюёряля, а также защитник Топи Яакола. Кроме того команду пополнили такие опытные игроки, как Егор Михайлов и Андрей Сидякин, однако контракты с ними были расторгнуты за день до начала чемпионата.
19 декабря 2012 руководство клуба решило расторгнуть контракт с главным тренером Амура Ханну Йортиккой. Исполняющим обязанности главного тренера в очередной раз был назначен Александр Блинов.

#### Трёхлетний кризис команды
10 января 2013 года стало известно, что защитник Александр Осипов переходит в казанский клуб Ак Барс, а нападающий, лучший бомбардир клуба, Якуб Петружалек продолжит карьеру в московском клубе Динамо. Также стало известно о назначении главным тренером клуба Евгения Попихина. Контракт подписан до конца сезона с возможностью продления. В этот же день по взаимной договорённости расторгнут контракт с тренером ХК «Амур», спортивным менеджером клуба, Юрием Кузнецовым.
26 февраля было объявлено, что на должность спортивного менеджера клуба назначен Вадим Подрезов. 5 апреля стало известно, что с защитником ХК «Амур» Владимиром Логиновым был заключён новый контракт сроком на 2 года. 15 апреля клуб подписал новый контракт с нападающим Тимофеем Шишкановым сроком на 1 год. Также команда весьма успешно выступила в Кубке Надежды, заняв второе место и уступив в финале рижскому «Динамо».
В межсезонье-2013, руководство клуба и тренерский штаб провели точечную селекцию, предпочтя сохранить имеющихся на контрактах игроков и усилить команду в основном за счёт новых легионеров. Главным тренером был вновь назначен российский специалист Евгений Попихин, контракт был заключён сроком на один сезон. ХК «Амур» подписал контракты с такими игроками, как: финский вратарь Мика Ярвинен, обладатель Кубка Гагарина в составе ХК «Динамо» Москва Якуб Петружалек, который ранее уже был игроком «Амура». Также команду усилили защитник Денис Ежов, также ранее выступавший за «Амур», словенский нападающий, обладатель Кубка Колдера 2013 Ян Муршак, американский атакующий защитник Брайан Сальсидо, центральный нападающий Артём Крюков, защитник Артём Седунов, центральный нападающий Артём Дубинин и американский защитник Дилан Риз, ранее выступавший за команды НХЛ «Нью-Йорк Айлендерс» и «Питтсбург Пингвинз». 10 июля был подписан однолетний контракт с защитником нижегородского «Торпедо» Дмитрием Быковым. Помощником главного тренера был назначен Александр Смирнов.
17 июня 2013 года состоялся первый в истории КХЛ драфт расширения, на котором новообразованная команда из Владивостока «Адмирал» имела право выбрать одного из пяти хоккеистов из каждого клуба, списки которых ранее выдвигал каждый клуб, кроме ярославского «Локомотива» и всех иностранных клубов. ХК «Адмирал» у «Амура» выбрал защитника Антона Полещука.
Межсезонье-2013 было также отмечено приездом в Хабаровск на время предсезонной подготовки двух североамериканских специалистов — Сперо Мантзавракоса, канадский специалист по физподготовке и американский специалист Трой Стивенс, специализирующийся на технике катания. Позже Сперо Матзавракос подписал контракт с ХК «Амур» сроком на один год, в клубе он стал тренером по физподготовке.
27 сентября 2013 года Президент ХК «Амур» Юрий Хризман ушёл со своего поста.
Сезон 2013/2014 вышел для клуба крайне неудачным, команда заняла в чемпионате последнее место во всей турнирной таблице, не сумев попасть в плей-офф. В Кубке Надежды 2014 команда также потерпела поражение вылетев уже в квалификационном раунде. Весь сезон клуб преследовали финансовые проблемы, вызванные наводнением на Амуре в 2013-м году, существовала большая задолженность по зарплате перед игроками и тренерским штабом. Однако благодаря займам полученным от КХЛ, помощи краевых властей, а также трансфера ряда легионеров, клубу удалось стабилизировать ситуацию и клуб смог завершить сезон. 26 февраля 2014 года решением попечительского совета клуба в руководство на должность первого вице-президента был назначен Александр Павлинов. Изначально руководство клуба сообщало что тренерский штаб во главе с Евгением Попихиным продолжит свою работу и в следующем сезоне, однако уже 31 марта 2014 года стало известно о расторжении контрактов с главным тренером Амура Евгением Попихиным и его помощником Александром Смирновым. И. о. главного и старшего тренеров клуба были назначены Александр Блинов и Юрий Фимин соответственно.
12 апреля 2014 года, стало известно о назначении на должность главного тренера команды Юрия Леонова, ранее возглавлявшего подольский Витязь. Однако к середине октября команда сумела набрать всего лишь 9 очков, и 15 октября было принято решение отправить в отставку весь тренерский штаб во главе с Юрием Леоновым. 16 октября стало известно о назначении на должность главного тренера команды финского специалиста Юкки Раутакорпи, ранее возглавлявшего финский клуб «Таппара». «Амур» постепенно стал набирать очки, команда даже сумела выдать серию из 3-х побед подряд и уйти с последнего места. Однако команда не сумела закрепить свой результат и разгромные поражения при Леонове лишь сменились на поражения в упорной борьбе, и после последней игры сезона (поражение от «Адмирала» 0:6) Раутакорпи был отправлен в отставку. Прежнее руководство было отправлено в отставку, и в команду вернулись Александр Могильный и Александр Филиппенко, ранее уже работавшие в «Амуре».

#### Приход Могильного и Филиппенко
Смена руководства клуба пошла на пользу команде. Хотя первые два сезона (сезоны 2015/16 и 2016/17) при Могильном «Амур» не попадал в плей-офф, команда улучшала свой результат из года в год. Главной проблемой клуба была его нестабильная игра. «Амур» мог вести в счёте с преимуществом в 2-3 шайбы, но в конце уступить, либо выдать серию из нескольких поражений подряд своим главным конкурентам. В сезоне 2017/18 команду возглавил Андрей Мартемьянов, до этого работавший в команде помощником главного тренера. Ему удалось вывести команду в плей-офф впервые за 6 лет, установил рекорд по набору очков «Амура» в КХЛ (88 очков, предыдущий рекорд — 84 очка в сезоне 2011/12). В кубковой части чемпионата «Амур» уступил будущему чемпиону — казанскому «Ак Барсу» в первом раунде со счётом 4:1 в серии, сумев одержать одну победу на своей площадке, что стало первой победой команды в плей-офф.
В сезоне 2018—2019 клуб, провалив регулярный чемпионат, вновь оказался вне серии плей-офф. Смена тренера на Александра Гулявцева не изменила турнирного положения команды.

## Выступления
- 1966—1969 — чемпионат СССР, класс Б
- 1969—1977 — чемпионат СССР, класс А
- 1977—1979 — чемпионат СССР, класс Б
- 1979—1989 — чемпионат СССР, класс А
- 1989—1991 — Первая лига чемпионата СССР
- 1991—1996 — Высшая лига чемпионата России по хоккею с шайбой
- 1996—2004 — Суперлига чемпионата России по хоккею с шайбой
- 2004—2006 — Высшая лига чемпионата России по хоккею с шайбой
- 2006—2008 — Суперлига чемпионата России по хоккею с шайбой
- с 2008 — КХЛ

## Результаты выступления в КХЛ
И — количество проведённых игр, В — выигрыши в основное время, ВО — выигрыши в овертайме, ВБ — выигрыши в послематчевых буллитах, ПО — проигрыши в овертайме, ПБ — проигрыши в послематчевых буллитах, П — проигрыши в основное время, О — количество набранных очков, Ш — соотношение забитых и пропущенных голов, РС — место по результатам регулярного сезона
| Сезон   | И    | В   | ВО | ВБ | ПБ | ПО | П   | О    | Ш         | РС | Плей-офф                                                   |
| ------- | ---- | --- | -- | -- | -- | -- | --- | ---- | --------- | -- | ---------------------------------------------------------- |
| 2008/09 | 56   | 15  | 2  | 2  | 1  | 6  | 30  | 60   | 111—158   | 20 | В плей-офф не играли                                       |
| 2009/10 | 56   | 12  | 3  | 6  | 4  | 2  | 29  | 60   | 129—187   | 21 | В плей-офф не играли                                       |
| 2010/11 | 54   | 13  | 1  | 1  | 3  | 3  | 32  | 50   | 112—173   | 22 | В плей-офф не играли                                       |
| 2011/12 | 54   | 23  | 1  | 4  | 3  | 2  | 21  | 84   | 166—139   | 12 | Проиграли в первом раунде: 0:4 Авангард                    |
| 2012/13 | 52   | 11  | 1  | 4  | 1  | 0  | 35  | 44   | 115—167   | 25 | В плей-офф не играли                                       |
| 2013/14 | 54   | 8   | 1  | 4  | 10 | 1  | 30  | 45   | 106—182   | 28 | В плей-офф не играли                                       |
| 2014/15 | 60   | 11  | 0  | 3  | 4  | 2  | 40  | 45   | 117—207   | 28 | В плей-офф не играли                                       |
| 2015/16 | 60   | 17  | 3  | 3  | 6  | 0  | 31  | 69   | 112—143   | 25 | В плей-офф не играли                                       |
| 2016/17 | 60   | 20  | 1  | 4  | 4  | 2  | 29  | 76   | 110—130   | 22 | В плей-офф не играли                                       |
| 2017/18 | 56   | 21  | 8  | 0  | 7  | 2  | 18  | 88   | 132—141   | 13 | Проиграли в первом раунде: 1:4 Ак Барс                     |
| 2018/19 | 62   | 17  | 2  | 1  | 5  | 4  | 33  | 49   | 126—175   | 23 | В плей-офф не играли                                       |
| 2019/20 | 62   | 20  | 1  | 5  | 6  | 4  | 26  | 62   | 132—145   | 17 | В плей-офф не играли                                       |
| 2020/21 | 60   | 17  | 6  | 1  | 5  | 2  | 29  | 55   | 146—171   | 19 | В плей-офф не играли                                       |
| 2021/22 | 50   | 12  | 3  | 4  | 4  | 4  | 23  | 46   | 97—125    | 19 | В плей-офф не играли                                       |
| 2022/23 | 68   | 21  | 4  | 5  | 4  | 5  | 29  | 69   | 141—168   | 17 | В плей-офф не играли                                       |
| 2023/24 | 68   | 23  | 3  | 3  | 7  | 6  | 26  | 71   | 159—178   | 15 | Проиграли в первом раунде: 2:4 Металлург (Магнитогорск)    |
| 2024/25 | 68   | 11  | 3  | 4  | 2  | 6  | 42  | 44   | 150—235   | 22 | В плей-офф не играли                                       |
| Всего   | 1000 | 272 | 43 | 54 | 76 | 51 | 503 | 1017 | 2161—2824 | —  | В плей-офф участвовали 3 раза. Общий счёт по сериям: 3:12. |

## Достижения

### СССР
Класс «А» чемпионата СССР (вторая лига)
- 3-е место (3 раза) — 1973, 1988, 1989

Чемпионат РСФСР (класс «Б» чемпионата СССР — вторая лига)
- Серебряный призёр чемпионата РСФСР (класс «Б» чемпионата СССР — вторая лига) — 1969

Чемпионат РСФСР (класс «Б» чемпионата СССР — вторая лига, зональный турнир)
- Чемпион зонального турнира чемпионата СССР класса «Б» (4 раза) — 1967, 1968, 1969, 1979
- Серебряный призёр зонального турнира чемпионата СССР класса «Б» — 1978

### Россия
Чемпионат России в Высшей лиге
- Чемпион первенства России по хоккею среди команд Высшей лиги чемпионата России — 1995/1996
- Бронзовый призёр первенства России по хоккею среди команд Высшей лиги — 2005/2006

Континентальная хоккейная лига
- 1/8 финала Кубка Гагарина (3): 2011/12, 2017/18, 2023/24

- Финалист Кубка Надежды — 2013

### Прочие
- Чемпион Вооружённых Сил СССР (2 раза) — 1990, 1991
- Международный турнир по хоккею в Хабаровске (2 раза) — 1990, 2014
- Победитель турнира памяти Руслана Салея — 2013
- Победитель турнира Turnering.Khabarovsk — 2014
- Победитель Кубка Президента Республики Казахстан — 2018
- Победитель турнира Motor Cup (České Budějovice) — 2019
- Серебряный призёр Кубка Республики Башкортостан — 2001
- Серебряный призёр Турнира имени Аркадия Чернышёва — 2015
- Бронзовый призёр Кубка Президента Республики Казахстан — 2013
- Бронзовый призёр Мемориала Збынека Кусы — 2019
- Бронзовый призёр Кубка Мэра Москвы — 2021
- Победитель Кубка Губернатора Челябинской области — 2024

## Главные тренеры ХК «Амур»
| Анатолий Стрежнев   | 1966 — 1967                     |
| Николай Голубев     | 1967 — 1974                     |
| Владимир Егоренко   | 1974 — 1982                     |
| Василий Поздняков   | 1982 — 1990                     |
| Геннадий Сафронов   | 1990 — 09.02.1993               |
| Александр Блинов    | 09.02.1993 — 21.11.1997         |
| Валентин Егоров     | 21.11.1997 — 15.11.1998         |
| Владимир Мариничев  | 15.11.1998 — 20.05.1999         |
| Виктор Семыкин      | 20.05.1999 — 16.03.2000         |
| Александр Блинов    | 16.03.2000 — 25.05.2000 (и. о.) |
| Сергей Борисов      | 25.05.2000 — 09.09.2000         |
| Александр Блинов    | 09.09.2000 — 13.09.2000 (и. о.) |
| Владимир Мариничев  | 13.09.2000 — 01.04.2001         |
| Михаил Варнаков     | 01.04.2001 — 05.04.2002         |
| Андрей Пятанов      | 05.04.2002 — 27.09.2003         |
| Леонид Береснев     | 27.09.2003 — 30.04.2004         |
| Александр Блинов    | 01.06.2004 — 19.06.2005         |
| Андрей Сидоренко    | 19.06.2005 — 20.10.2006         |
| Владимир Мариничев  | 20.10.2006 — 27.12.2007         |
| Анатолий Емелин     | 27.12.2007 — 09.10.2009         |
| Александр Блинов    | 14.10.2009 — 18.09.2010         |
| Юрий Качалов        | 19.09.2010 — 20.09.2010 (и. о.) |
| Сергей Светлов      | 21.09.2010 — 28.12.2010         |
| Александр Блинов    | 28.12.2010 — 21.04.2011 (и. о.) |
| Ханну Йортикка      | 21.04.2011 — 19.12.2012         |
| Александр Блинов    | 19.12.2012 — 10.01.2013 (и. о.) |
| Евгений Попихин     | 10.01.2013 — 31.03.2014         |
| Александр Блинов    | 31.03.2014 — 12.04.2014 (и. о.) |
| Юрий Леонов         | 12.04.2014 — 15.10.2014         |
| Юкка Раутакорпи     | 16.10.2014 — 25.02.2015         |
| Валерий Давлетшин   | 25.02.2015 — 29.05.2015 (и. о.) |
| Сергей Шепелев      | 29.05.2015 — 04.12.2015         |
| Андрей Николишин    | 04.12.2015 — 30.04.2016         |
| Мисхат Фахрутдинов  | 30.04.2016 — 19.12.2016         |
| Андрей Мартемьянов  | 20.12.2016 — 30.04.2018         |
| Николай Борщевский  | 30.04.2018 — 12.01.2019         |
| Александр Гулявцев  | 12.01.2019 — 28.07.2020         |
| Павел Торгаев       | 28.07.2020 — 24.09.2020 (и. о.) |
| Сергей Светлов      | 24.09.2020 — 30.04.2021         |
| Владимир Воробьёв   | 01.05.2021 — 27.09.2021         |
| Михаил Кравец       | 27.09.2021 — 30.04.2022         |
| Вадим Епанчинцев    | 24.05.2022 — 30.04.2023         |
| Андрей Мартемьянов  | 03.05.2023 — 28.10.2024         |
| Виктор Костючёнок   | 28.10.2024 — 30.04.2025 (и. о.) |
| Александр Гальченюк | 06.05.2025 — н. в.              |

## Руководство
- Председатель попечительского совета — Сергей Абрамов
- Президент клуба — Александр Никитин
- Почётный президент — Александр Могильный
- Генеральный директор — Евгений Лугин

## Тренерский штаб
- Главный тренер — Александр Гальченюк
- Старший тренер — Юрий Кузьменков
- Тренер по работе с защитниками — Яков Рылов
- Тренер по работе с вратарями — Александр Бызов
- Видеоаналитик — Артём Потылицын
- Видеотренер — Станислав Басов
- Тренер по физической подготовке — Денис Богданов

## Текущий состав
| №          | Игрок             | Страна                    | Хват    | Дата рождения             | Рост (см) | Вес (кг) |
| Вратари    | Вратари           | Вратари                   | Вратари | Вратари                   | Вратари   | Вратари  |
| ---------- | ----------------- | ------------------------- | ------- | ------------------------- | --------- | -------- |
| 32         | Мэтт Джурусик     | Соединённые Штаты Америки | Левый   | 1 мая 1997 (28 лет)       | 185       | 93       |
| 39         | Дамир Шаймарданов | Россия                    | Левый   | 6 февраля 2002 (23 года)  | 183       | 70       |
| 90         | Виктор Кобозев    | Россия                    | Левый   | 8 мая 2004 (21 год)       | 183       | 67       |
| Защитники  |                   |                           |         |                           |           |          |
| 28         | Александр Брынцев | Россия                    | Левый   | 21 мая 1995 (30 лет)      | 193       | 97       |
| 33         | Евгений Кулик     | Россия                    | Левый   | 12 июня 1993 (32 года)    | 184       | 94       |
| 41         | Виктор Балдаев    | Россия                    | Левый   | 14 июня 1995 (30 лет)     | 191       | 95       |
| 47         | Иван Мищенко      | Россия                    | Левый   | 22 июля 1995 (30 лет)     | 185       | 85       |
| 49         | Ефим Гуркин       | Россия                    | Левый   | 13 ноября 1992 (32 года)  | 183       | 86       |
| 50         | Александр Щемеров | Россия                    | Правый  | 2 июня 1997 (28 лет)      | 181       | 90       |
| 67         | Сергей Рыжиков    | Россия                    | Левый   | 30 мая 2004 (21 год)      | 180       | 76       |
| 77         | Кэмерон Ли        | Канада · Россия           | Левый   | 18 февраля 1997 (28 лет)  | 183       | 84       |
| Нападающие |                   |                           |         |                           |           |          |
| 19         | Евгений Грачёв    | Россия                    | Левый   | 21 февраля 1990 (35 лет)  | 194       | 96       |
| 21         | Арно Дюрандо      | Канада                    | Левый   | 14 января 1999 (26 лет)   | 183       | 88       |
| 22         | Владислав Барулин | Россия                    | Правый  | 9 июля 1996 (29 лет)      | 181       | 82       |
| 23         | Вячеслав Грецкий  | Беларусь                  | Левый   | 23 декабря 1996 (28 лет)  | 195       | 99       |
| 25         | Алекс Броадхёрст  | Соединённые Штаты Америки | Левый   | 7 марта 1993 (32 года)    | 180       | 82       |
| 27         | Девин Броссо      | Канада                    | Левый   | 4 июля 1995 (30 лет)      | 186       | 92       |
| 29         | Кирилл Слепец     | Россия                    | Левый   | 6 апреля 1999 (26 лет)    | 178       | 75       |
| 55         | Алекс Гальченюк   | Соединённые Штаты Америки | Левый   | 12 февраля 1994 (31 год)  | 185       | 88       |
| 59         | Роман Макаров     | Россия                    | Левый   | 29 января 2004 (21 год)   | 194       | 98       |
| 81         | Сергей Лапин      | Россия                    | Левый   | 20 апреля 1996 (29 лет)   | 177       | 81       |
| 85         | Илья Талалуев     | Россия                    | Правый  | 28 января 1998 (27 лет)   | 176       | 80       |
| 87         | Артур Гиздатуллин | Россия                    | Левый   | 8 августа 1997 (27 лет)   | 183       | 87       |
| 90         | Олег Ли           | Россия                    | Левый   | 28 февраля 1991 (34 года) | 182       | 87       |
| 97         | Игнат Коротких    | Россия                    | Левый   | 22 июня 2002 (23 года)    | 187       | 89       |
| 16         | Иван Волгин       | Россия                    | Левый   | 14 ноября 2003 (21 год)   | 182       | 76       |

## Результаты драфтов КХЛ
По результатам драфта КХЛ 2009 года, были получены права на следующих хоккеистов:
- Дмитрий Шикин — вратарь (№ 3, 1-й раунд)
- Артём Томилин — нападающий (№ 26, 2-й раунд)

На драфте КХЛ в 2010 году, выбраны следующие хоккеисты:
- Дмитрий Исмагилов — нападающий (№ 3, 1-й раунд)
- Сергей Абрамов — нападающий (№ 29, 2-й раунд)
- Илья Николенко — защитник (№ 51, 3-й раунд)
- Никита Игнатьев — нападающий (№ 79, 4-й раунд)
- Ян Шедловский — нападающий (№ 114, 5-й раунд)
- Александр Пронин — защитник (№ 139, 6-й раунд)
- Сергей Смуров — нападающий (№ 167, 7-й раунд)

В 2011 году на драфте КХЛ, ХК «Амур» приобрёл права на следующих хоккеистов:
- Игорь Ишаев — нападающий (№ 2, 1-й раунд)
- Райен Стром — нападающий (№ 111, 5-й раунд)

В 2012 году на драфте КХЛ, ХК «Амур» приобрёл права на следующих хоккеистов:
- Расмус Ристолайнен — защитник (№ 13, 1-й раунд)
- Густафссон Юхан — вратарь (№ 55, 2-й раунд)
- Хаканпя Яни — защитник (№ 90, 3-й раунд)
- Корписало Йоонас — вратарь (№ 119, 4-й раунд)

В 2013 году на драфте КХЛ, ХК «Амур» приобрёл права на следующих хоккеистов:
- Дмитрий Осипов — защитник (№ 1, 1-й раунд)
- Алексей Суслин — нападающий (№ 37, 2-й раунд)
- Максим Налётов — нападающий (№ 77, 3-й раунд)
- Сергей Большаков — вратарь (№ 105, 4-й раунд)
- Алексей Симанженков — нападающий (№ 140, 5-й раунд)

В 2014 году на драфте КХЛ, ХК «Амур» приобрёл права на следующих хоккеистов:
- Никита Каптелин — нападающий (№ 99, 3-й раунд)
- Андрей Ильин — нападающий (№ 171, 5-й раунд)

В 2015 году на драфте КХЛ, ХК «Амур» приобрёл права на следующих хоккеистов:
- Никита Воробьёв — Защитник (№ 29 2-й раунд)
- Николай Павлов — Защитник (№ 56 3-й раунд)
- Валерий Науменко — нападающий (№ 80 4-й раунд)

## Иностранные игроки ХК «Амур»
Список игроков-иностранцев из ближнего и дальнего зарубежья, защищавших цвета ХК «Амур» (Хабаровск). В этом списке не приведены игроки, выступавшие во времена СССР и прибывшие из других союзных республик. В статистике указаны все матчи игроков в Суперлиге, Высшей Лиге и КХЛ за СКА (Хабаровск), СКА-Амур (Хабаровск) и «Амур» в регулярном чемпионате, плей-офф и Кубке Надежды. Матчи за «Амур»-2, «Голден Амур» и «Амурские Тигры», а также за время выступления команды в WCHL не приведены.

## Игроки «Амура» на чемпионатах мира и Олимпийских играх

### Чемпионаты мира
| Турнир                | Участники                                                                                     |
| --------------------- | --------------------------------------------------------------------------------------------- |
| Швеция 2002           | Борис Протсенко                                                                               |
| Чехия 2004            | Геннадий Разин Дмитрий Толкунов Андрей Срюбко Роман Сальников Херберт Васильев Леонид Тамбиев |
| Австрия 2005          | Дмитрий Толкунов Алексей Широков                                                              |
| Швейцария 2009        | Виктор Костючёнок Андрей Башко                                                                |
| Германия 2010         | Николай Стасенко                                                                              |
| Словакия 2011         | Мартиньш Ципулис Николай Стасенко                                                             |
| Финляндия/Швеция 2012 | Микко Мяенпяя · Андрей Степанов · Якуб Петружалек                                             |
| Швеция/Финляндия 2013 | Юха-Пекка Хютёнен                                                                             |
| Беларусь 2014         | Андрей Степанов                                                                               |
| Чехия 2015            | Михел Миклик Туукка Мянтюля                                                                   |
| Россия 2016           | Ян Коларж Томаш Зогорна                                                                       |
| Франция/Германия 2017 | Томаш Зогорна                                                                                 |
| Дания 2018            | Михал Йордан                                                                                  |
| Словакия 2019         | Ян Коларж Томаш Зогорна                                                                       |

 Миклик и Гашчак на Чемпионате мира 2014 представляли свои старые клубы.

### Олимпийские игры
| Турнир        | Участники                                          |
| ------------- | -------------------------------------------------- |
| Ванкувер 2010 | Алексей Широков Виктор Костючёнок Николай Стасенко |
| Пхёнчхан 2018 | Михал Йордан Томаш Зогорна Ян Коларж Юха Метсола   |

### Юниорские чемпионаты мира
| Турнир        | Участники     |
| ------------- | ------------- |
| Германия 2011 | Сергей Смуров |
| Россия 2013   | Артём Зуб     |

### Молодёжные чемпионаты мира
| Турнир      | Участники      |
| ----------- | -------------- |
| Чехия 2008  | Вадим Голубцов |
| Канада 2010 | Павел Дедунов  |

## Молодёжная команда
До 2009 года фарм-клубом ХК «Амур» был ХК «Амур-2», составленный, в основном, из молодых воспитанников местных хоккейных школ. В 2009 году на совместном собрании клубов Континентальной хоккейной лиги, руководства лиги и Федерации хоккея России было принято официальное решение о создании Молодёжной хоккейной лиги. В новой лиге г. Хабаровск, начиная с сезона 2010—2011, представляет МХК «Амурские тигры».

## Рекорды
- Лучший результат в высшем дивизионе: 9-е место в Суперлиге в сезоне 2000/01
- Наивысшее достижение в КХЛ: 12 место в Чемпионате КХЛ (2011/12)
- Самая крупная домашняя победа — 8:0 (над ЦСКА в сезоне 2011/12).
- Самая крупная выездная победа — 14:1 (над Ладой в сезоне 2000/01).
- Самые крупные поражения: 2:10 от тольяттинской «Лады» в сезоне 1996/97, 1:9 от казанского «Ак Барса» в сезоне 2006/07 и 0:8 от нижнекамского «Нефтехимика».
- Рекордсмен по количеству игр: Дмитрий Тарасов — 454 игры
- Рекордсмен по количеству игр в КХЛ: Вячеслав Литовченко — 324 игры
- Наибольшее количество очков в элите: Томаш Зогорна — 166 (65+101)
- Наибольшее количество очков в КХЛ: Томаш Зогорна — 166 очков (65+101) в 318	играх
- Лучший снайпер команды в элите: Владислав Ушенин — 70 шайб
- Лучший ассистент команды в элите: Томаш Зогорна — 101 передача
- Наибольшее количество очков за один сезон: Якуб Петружалек (сезон 2011/2012) — 50 очков
- Наибольшее количество заброшенных шайб за один сезон: Якуб Петружалек (сезон 2011/2012) — 22 шайбы
- Наибольшее количество результативных передач за один сезон: Якуб Петружалек (сезон 2011/2012) — 28 передач
- «Сухие» матчи: Евгений Аликин — 18 матчей
- 5 ноября 2024 года «Амур» установил антирекорд КХЛ по количеству минут без заброшенных шайб[17]

## Арена
С начала сезона 2003 года «Амур» проводит домашние матчи на «Платинум Арене», вмещающей 7100 зрителей. С сезона 2010/2011 дворец стал местом проведения домашних матчей МХК «Амурские тигры».